# Esmé Stewart, 2.º Duque de Richmond
Esmé Stewart, 2º Duque de Richmond, 5º Duque de Lennox (2 de novembro de 1649 – 10 de agosto de 1660) foi o filho pequeno e herdeiro de James Stuart, 1.º Duque de Richmond, 4.º Duque de Lennox (1612–1655), de Cobham Hall em Kent, com sua esposa Mary Villiers (1622–1685), filha única de George Villiers, 1º Duque de Buckingham.
Seu pai morreu em 1655, e Esmé e sua mãe foram para o exílio na França. Ele morreu de varíola em 1660, aos 10 anos, em Paris, quando seus títulos passaram para seu primo Charles Stuart, 3.º Duque de Richmond, 6.º Duque de Lennox (1638–1672).

## Monumento
Ele foi sepultado em 4 de setembro de 1660 na Abadia de Westminster, no Richmond Vault na Capela de Henrique VII (o rei anteriormente foi Conde de Richmond), acima da qual sobrevive seu monumento simples, composto por um obelisco preto encostado em uma parede e apoiado em quatro pequenos crânios, encimado por uma urna contendo seu coração. No pedestal há um coronel ducal inciso e as letras "ES RL" (para Esmé Stuart, Richmond, Lennox). A inscrição latina pode ser traduzida como: 
Sagrado para sua memória. Nesta urna está guardado o coração, enquanto abaixo repousa o corpo do ilustríssimo duque, Esme Stuart. Que aquele que busca sua ascendência saiba que ele herdou de seu pai James, primeiramente Duque de Lennox e depois de Richmond e Lennox, o mesmo título e posição, enquanto de sua mãe Mary, filha única de George, Duque de Buckingham, ele derivou sua vida e espírito, que depois exalou em Paris no 11º ano de sua idade em 14 (sic, deveria ser 10) dia do mês de agosto, no ano da salvação do homem, 1660 .